# Lingua volapük
Il volapük ([volaˈpyk]) è una lingua artificiale ausiliaria realizzata tra il 1879 e il 1880 da Johann Martin Schleyer, un sacerdote cattolico del Baden, in Germania; Schleyer in seguito affermò di essere stato chiamato da Dio, in sogno, a inventare una lingua internazionale.

## Estratto: Il Padre Nostro
O Fat obas, Kel binol in süls,
paisaludomöz Nem Ola!
Kömomöd Monargän Ola!
Jenomöz Vil Olik, äs in sül, i su tal!
Bodi obsik vädeliki govolös obes adelo!
E pardolös obes debis obsik,
äs id obs aipardobs debeles obas.
E no obis nindukolös in tendadi;
sod aidalivolös obis de bas.
Jenosöd!

## Ortografia e pronuncia
| lettera | IPA       |
| ------- | --------- |
| a       | [a]       |
| ä       | [ɛ]       |
| b       | [b]       |
| c       | [ʧ] o [ʤ] |
| d       | [d]       |
| e       | [e]       |
| f       | [f]       |

| lettera | IPA       |
| ------- | --------- |
| g       | [ɡ]       |
| h       | [h]       |
| i       | [i]       |
| j       | [ʃ] o [ʒ] |
| k       | [k]       |
| l       | [l]       |
| m       | [m]       |

| lettera | IPA       |
| ------- | --------- |
| n       | [n]       |
| o       | [o]       |
| ö       | [ø]       |
| p       | [p]       |
| r       | [r]       |
| s       | [s] o [z] |
| t       | [t]       |

| lettera | IPA         |
| ------- | ----------- |
| u       | [u]         |
| ü       | [y]         |
| v       | [v]         |
| x       | [ks] o [ɡz] |
| y       | [j]         |
| z       | [ʦ] o [ʣ]   |

Le vocali Ä, Ö, Ü venivano originariamente scritte utilizzando dei caratteri propri del volapük, rispettivamente Ꞛ, Ꞝ, Ꞟ (derivati dalla legatura fra A, O ed U con la vocale Ɛ), oggi caduti in disuso, mentre più recentemente sono spesso rappresentate rispettivamente da AY, OY, UY. Inoltre la consonante r divenne comune solo nel 1931; Schleyer l'aveva intenzionalmente evitata, pensando alla difficoltà per i parlanti del cinese a pronunciare la liquida r.

## Lessico
Schleyer trasse il lessico del volapük soprattutto dall'inglese, con un tocco di tedesco e francese, da parole spesso tanto modificate da renderne difficile il riconoscimento dell'origine. Ad esempio, il nome della lingua è formato dalle parole vol (al genitivo vola) e pük, derivate rispettivamente dalle parole inglesi world ("mondo") e speech ("linguaggio, parola"). Le parole polisillabiche sono sempre accentate sull'ultima sillaba, senza tener conto della parola originaria. Queste deformazioni vennero ridicolizzate dai detrattori della lingua, pur con la semplicità della regola dell'accento; sembra tuttavia che fosse proprio intenzione di Schleyer deformare le parole prese in prestito dalle lingue naturali, affinché le nuove parole non fossero più riconoscibili e perdessero i legami con la lingua e la nazione d'origine.

## Grammatica
La grammatica è approssimativamente fondata su quella delle lingue indoeuropee, ma sono presenti caratteristiche agglutinanti regolarizzate: piuttosto che attraverso la flessione, si accostano elementi invariabili per esprimere le varie categorie grammaticali. Come in tedesco, il sostantivo in volapük ha una declinazione in quattro casi: nominativo, genitivo, dativo e accusativo. Nelle parole composte, la prima componente è solitamente al caso genitivo terminante in -a (come in Vola-pük "di mondo - lingua"), ma anche le terminazioni degli altri casi (-e per il dativo, -i per l'accusativo) sono talvolta usate, o può esserci anche agglutinazione tra parole al nominativo, senza vocale che le separi.
Ecco la declinazione della parola vol, in volapük "mondo":
|            | singolare | plurale |
| ---------- | --------- | ------- |
| nominativo | vol       | vols    |
| genitivo   | vola      | volas   |
| dativo     | vole      | voles   |
| accusativo | voli      | volis   |

Gli aggettivi si formano per mezzo del suffisso -ik e normalmente seguono il sostantivo che modificano; non si accordano con il sostantivo né nel genere né nel numero, salvo che lo precedano o siano isolati. Gli avverbi si formano aggiungendo il suffisso -o sia alla sola radice lessicale o al suffisso -ik; normalmente seguono il verbo o l'aggettivo a cui si riferiscono.
Il verbo porta con sé moltissimi particolari, con morfemi che descrivono il tempo, il modo, la diatesi, l'aspetto, la persona, il numero e, alla terza persona, il genere; tuttavia, molte di queste categorie sono opzionali, e un verbo può anche rimanere nella sua forma fondamentale. I tempi verbali sono sei: presente, imperfetto, perfetto, piuccheperfetto, futuro e futuro anteriore. I modi sono otto: l'indicativo, l'imperativo, il congiuntivo, il condizionale, l'ottativo, lo iussivo, l'infinito e il participio.
Ecco le forme principali della coniugazione di un verbo:
| affisso | forma verbale                                        | esempio e traduzione              |
| ------- | ---------------------------------------------------- | --------------------------------- |
| -ön     | infinito                                             | fidön (mangiare)                  |
| -öl     | participio presente                                  | fidöl (mangiante)                 |
| -om     | terza persona singolare maschile presente indicativo | fidom (egli mangia)               |
| ä-      | imperfetto                                           | äfidom (egli mangiava)            |
| e-      | perfetto                                             | efidom (egli mangiò)              |
| i-      | piuccheperfetto                                      | ifidom (egli aveva/ebbe mangiato) |
| o-      | futuro                                               | ofidom (egli mangerà)             |
| u-      | futuro anteriore                                     | ufidom (egli avrà mangiato)       |
| -öx     | condizionale                                         | fidomöx (egli mangerebbe)         |
| -la     | congiuntivo                                          | fidom-la (che egli mangi)         |
| -ös     | ottativo                                             | fidomös! (possa egli mangiare!)   |
| -öd     | imperativo                                           | fidomöd! (mangi egli!)            |
| -öz     | iussivo                                              | fidomöz! (egli deve mangiare!)    |
| p-      | passivo                                              | pafidom (egli è mangiato)         |

Un sostenitore volapükista dell'800, Karl Lentze, asseriva con orgoglio che la coniugazione completa di un verbo in volapük può includere oltre cinquecentomila forme.
Dalle radici lessicali si possono formare non solo verbi, aggettivi e avverbi, ma anche preposizioni, congiunzioni e interiezioni, utilizzando suffissi appropriati.

## Storia

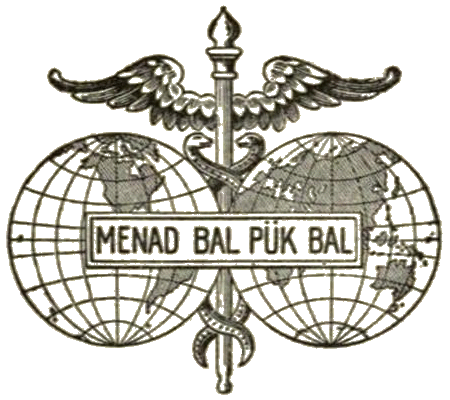
Logo tradizionale del movimento Volapük Un'umanità una lingua

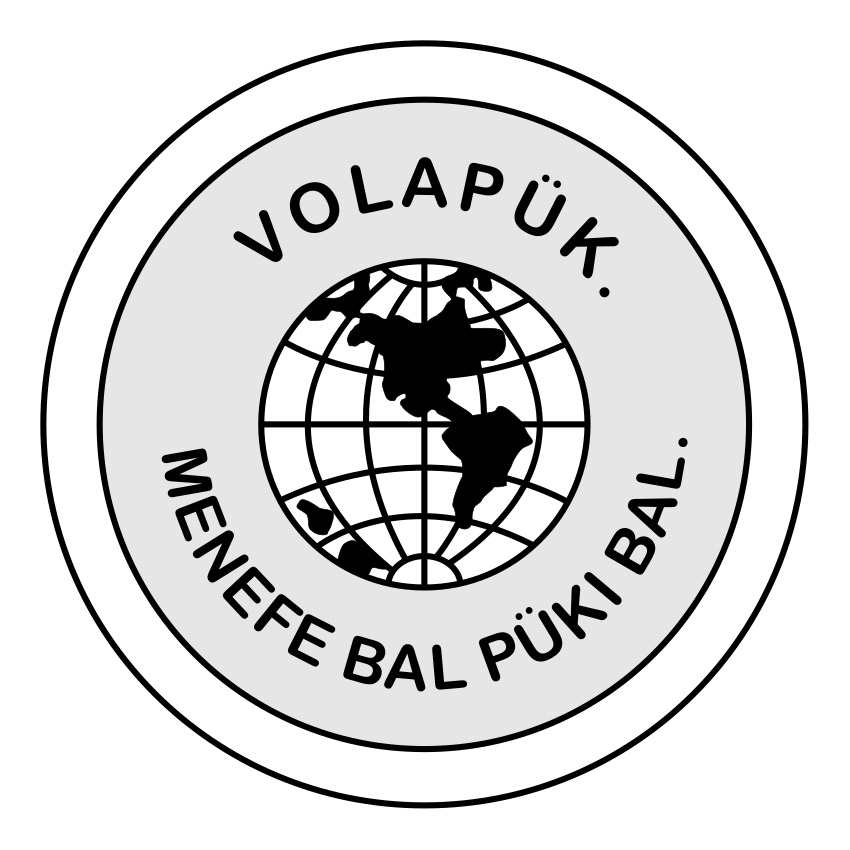
Il logo del movimento volapük dopo la revisione di Arie De Jong

Schleyer dapprima pubblicò un abbozzo del volapük nel maggio del 1879 sul periodico cattolico Sionsharfe, di cui era collaboratore; seguì nel 1880 un libro completo scritto in tedesco, e altri autori pubblicarono libri di testo in altre lingue. Ci furono congressi per il volapük nel 1884 e 1887, nei quali però si usò il tedesco; solo nel terzo raduno, avvenuto nel 1889, fu adottata la lingua in questione. Nel 1889 si stima che ci fossero 283 circoli, 25 periodici scritti in volapük o che di questo si occupavano, e 316 libri di testo in 25 lingue.
Il fiammingo Auguste Kerckhoffs fu direttore per vari anni dell'Accademia del Volapük e introdusse il movimento in parecchi paesi. Sorsero però tensioni fra lui e Schleyer, che insisteva nel trattenere i diritti di proprietà sulla lingua; questo portò a uno scisma, con gran parte degli accademici che assieme a Kerckhoffs abbandonarono il volapük per aderire all'Idiom Neutral e ad altri progetti di lingue artificiali. Nel 1887 venne pubblicato il primo libro di esperanto Unua Libro e l'interesse per questa nuova lingua, più facile da imparare, fu un'altra ragione per il declino del volapük.
Dopo il 1920 Arie de Jong compì una revisione del volapük con il consenso dei pochi parlanti rimasti; i risultati furono pubblicati nel 1931: de Jong semplificò la grammatica, eliminando alcune forme verbali raramente usate, come pure le terminazioni e i pronomi distinti per genere, aggiunse il fonema r che Schleyer aveva escluso e rese alcuni morfemi più riconoscibili: ad esempio, lömib "pioggia" divenne rein (dall'inglese "rain"). Il volapük ebbe quindi un breve ritorno di popolarità nei Paesi Bassi e in Germania grazie a de Jong, ma venne vietato (assieme all'Esperanto e alle altre lingue artificiali) dal regime nazista e in seguito non recuperò.
L'ultimo circolo volapukista, con sede a Plovdiv in Bulgaria, chiuse nel 1988 per abbracciare l'esperanto.
Si stima che oggi ci siano 25-30 parlanti di volapük nel mondo; in molti casi si tratta di esperantisti che hanno esteso il proprio interesse a tutta la storia delle lingue artificiali o pianificate.
Nel 2007, grazie ad un inserimento massiccio di voci generate automaticamente da un bot in base a schemi standard, la versione di Wikipedia in volapük è arrivata ad essere la 15ª versione per numero di voci, con oltre 110.000 lemmi, per la maggior parte relativi a località. L'amministratore di Wikipedia in volapük ha dichiarato di aver scelto tale metodo per «...fare interessare altre persone ad apprendere questa lingua».

### Cifals
Dai tempi di Schleyer vi è sempre stata una comunità di parlanti volapük, con un'ininterrotta successione di Cifals ("capi").
Questi sono stati:
1. Johann Martin Schleyer 1879–1912
2. Albert Sleumer 1912–1948
3. Arie de Jong (provvisorio) 1947–1948,[6] 1951–1957[7]
4. Jakob Sprenger 1948–1950
5. Johann Schmidt 1950–1977
6. Johann Krüger 1977–1983
7. Brian Bishop 1984–2014
8. Hermann Philipps 2014-in carica[8]

## Riferimenti nella cultura
In Francia, l'espressione "parler volapük" è utilizzata in senso ironico o dispregiativo per indicare un linguaggio incomprensibile, benché il suo uso sia ormai limitato al giornalismo e ad altri ambiti colti. Nel 2010, l'allora presidente francese Nicolas Sarkozy, in occasione di un summit globale dell'ONU sul clima, ha definito il documento approvato dalla Commissione "simile al volapük". L'espressione, sconosciuta alla maggior parte dei presenti, si è persa nelle traduzioni simultanee e la simpatica vicenda ha avuto qualche seguito sulla stampa internazionale.
Espressioni simili esistono anche in altre lingue: sia il danese volapyk sia l'esperanto volapukaĵo si riferiscono a una lingua incomprensibile.